# Zaliznîcine (Kovalivka), Poltava
Zaliznîcine (în ucraineană Залізничне) este un sat în comuna Kovalivka din raionul Poltava, regiunea Poltava, Ucraina.

## Demografie
Componența lingvistică a localității Zaliznîcine
     Ucraineană (94,17%)
     Rusă (5,71%)
Conform recensământului din 2001, majoritatea populației localității Zaliznîcine era vorbitoare de ucraineană (94,17%), existând în minoritate și vorbitori de rusă (5,71%).